# The Hurt Business
 (août 2021).
Palmarès
Voir ici
The Hurt Syndicate est un clan de catcheurs Heel composé de MVP (leader et manager), Bobby Lashley et Shelton Benjamin. Le quartet travaille actuellement à la All Elite Wrestling. Les second et troisième catcheurs sont les actuels champions du monde par équipes. 
Le clan a remporté 5 fois le titre 24/7 de la WWE (Benjamin, 3 et Alexander, 2), deux fois le titre de la WWE (Lashley), et une fois les titres par équipe de Raw (Benjamin et Alexander) et le titre des États-Unis de la WWE (Lashley).

## Histoire

### World Wrestling Entertainment (2020-2022)

#### Formation du clan, arrivées de Cedric Alexander et Shelton Benjamin, captures des titres par équipes deRaw, des États-Unis et de la WWE (2020-2021)

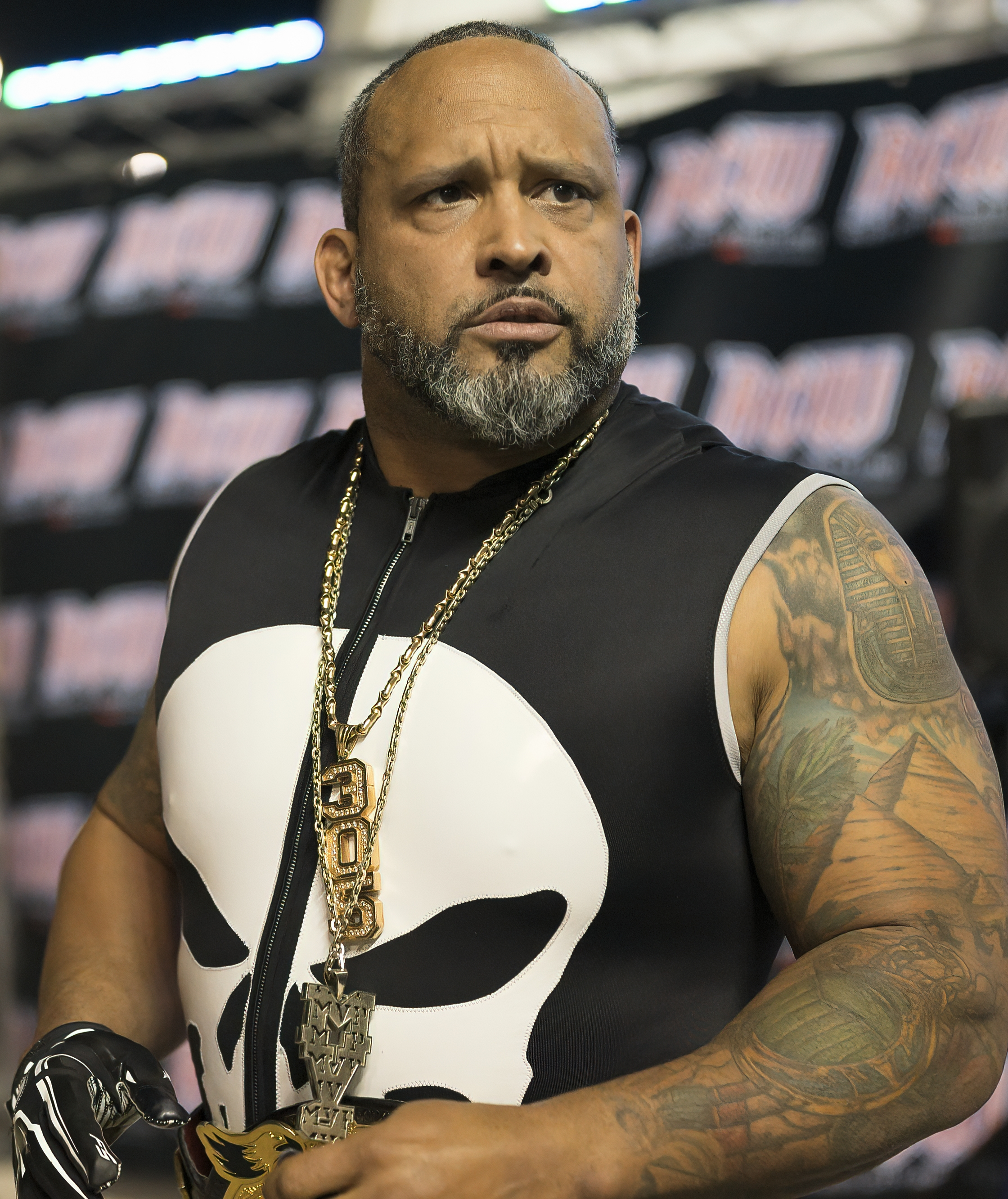
MVP, le leader du clan

Le 10 mai à Money in the Bank, MVP devait affronter R-Truth, mais est remplacé par Bobby Lashley qui bat son adversaire. Après la rencontre, les deux catcheurs partent ensemble et s'allient officiellement. Le 14 juin à Backlash, Bobby Lashley ne remporte pas le titre de la WWE, battu par Drew McIntyre.
Le 19 juillet à Extreme Rules, MVP s'auto-proclame nouveau champion des États-Unis puisque son adversaire, Apollo Crews, ne peut pas participer au combat, car forfait pour blessure. Le lendemain à Raw, Shelton Benjamin devient champion 24/7 en battant R-Truth et rejoint officiellement le clan de MVP. Plus tard dans la soirée, les trois catcheurs perdent face à Mustafa Ali, Ricochet et Cedric Alexander dans un 6-Man Tag Team match. Le 23 août lors du pré-show à SummerSlam, MVP ne remporte pas le titre des États-Unis, battu par Apollo Crews. La semaine suivante à Payback, Bobby Lashley devient le nouveau champion des États-Unis en battant Apollo Crews et remporte le titre pour la première fois de sa carrière. 8 soirs plus tard à Raw, alors qu'il combat aux côtés d'Apollo Crews et Ricochet, Cedric Alexander effectue un Heel Turn et aide le clan ennemi à battre ses propres équipiers. Plus tard dans la soirée, il rejoint officiellement le clan et ensemble, les quatre catcheurs battent les Viking Raiders et les deux mêmes adversaires dans un 8-Man Tag Team match. Le 27 septembre à Clash of Champions, Bobby Lashley conserve son titre en rebattant son même opposant par soumission. 
Le 12 octobre à Raw, MVP affronte Mustafa Ali, mais la rencontre se termine en match nul suite à l'attaque du clan RETRIBUTION. Son adversaire effectue alors un Heel Turn, se révèle être le leader du clan ennemi et ordonne à ses subordonnés de l'attaquer, ainsi que les trois catcheurs du clan. Le 25 octobre à Hell in a Cell, il conserve son titre en battant Slapjack par soumission. Le 22 novembre aux Survivor Series, il bat le champion Intercontinental, Sami Zayn par soumission dans un Champion vs. Champion match. Le 20 décembre à TLC, Cedric Alexander et Shelton Benjamin deviennent les nouveaux champions par équipes de Raw en battant le New Day et remportent les titres pour la première fois de leurs carrières. 
Le 31 janvier 2021 au Royal Rumble, Bobby Lashley entre dans le Men's Royal Rumble match en 22e position, élimine Damian Priest, Dominik Mysterio et The Hurricane (aidé de Big E) avant d'être lui-même éliminé par le nouveau champion Intercontinental, Riddle, Daniel Bryan et Christian après 4 minutes de match. Le 17 février, blessé à la jambe droite, MVP n'est pas autorisé à catcher pendant des mois et se contente de rester aux abords du ring. 4 soirs plus tard à Elimination Chamber, Bobby Lashey ne conserve pas sa ceinture, battu par Riddle dans un Triple Threat match qui inclut également John Morrison. Le 1er mars à Raw, Cedric Alexander et Shelton Benjamin conservent leurs titres en battant Braun Strowman et Adam Pearce. Plus tard dans la soirée, Bobby Lashley devient le nouveau champion de la WWE en battant The Miz dans un Lumberjack match et remporte le titre pour la première fois de sa carrière. 14 soirs plus tard à Raw, Cedric Alexander et Shelton Benjamin ne conservent pas leurs ceintures, battus par le New Day dans un match revanche. Le 29 mars à Raw, MVP et Bobby Lashley annoncent à Cedric Alexander et Shelton Benjamin qu'ils sont renvoyés du clan. Plus tard dans la soirée, The All Mighty bat son ancien allié par soumission.
Le 10 avril à WrestleMania 37, Bobby Lashley conserve son titre en battant Drew McIntyre par soumission, via décision de l'arbitre. Le 16 mai à WrestleMania Backlash, il conserve son titre en battant Braun Strowman et en rebattant son même adversaire dans un Triple Threat match. Le 20 juin à Hell in a Cell, il conserve son titre en rebattant le catcheur écossais dans un Last Chance Hell in a Cell match.
Le 18 juillet à Money in the Bank, il conserve son titre en battant Kofi Kingston par soumission. Le 21 août à SummerSlam, il conserve son titre en battant Goldberg par abandon, car son adversaire est blessé à la jambe à la suite d'un coup de canne de MVP. Le 13 septembre à Raw, Bobby Lashley conserve son titre en battant Randy Orton. Après le combat, il se blesse la jambe après avoir fait passer son adversaire à travers la table des commentateurs et ne conserve pas sa ceinture, battu par Big E qui utilise sa mallette sur lui.

#### Blessure de MVP, retours de Cedric Alexander et Shelton Benjamin, Bobby Lashley double champion de la WWE et dissolution du clan (2021-2022)
4 jours plus tard, MVP souffre d'une fracture d'une côte et doit s'absenter pour une durée indéterminée. Le 26 septembre à Extreme Rules, Bobby Lashley, AJ Styles et Omos perdent face au New Day dans un 6-Man Tag Team match. Le lendemain à Raw, Cedric Alexander et Shelton Benjamin font leurs retours au sein du clan, mais se font attaquer par le New Day durant le match entre Big E et Bobby Lashley, pour le titre de la WWE, qui se termine en match nul à la suite de la bagarre entre les deux équipes. 
Le 21 octobre à Crown Jewel, ils perdent face aux Usos dans un match sans enjeu. Le 8 novembre à Raw, MVP fait son retour de blessure aux côtés de Bobby Lashley et assiste à sa victoire sur Dominik Mysterio. 13 soirs plus tard aux Survivor Series, Cedric Alexander et Shelton Benjamin ne remportent pas la Dual Brand Battle Royal, gagnée par Omos.
Le 1er janvier 2022 à Day 1, Bobby Lashley ne remporte pas la ceinture, battu par Brock Lesnar dans un Fatal 5-Way match qui inclut également Big E, Kevin Owens et Seth "Freakin" Rollins. 9 soirs plus tard à Raw, il annonce aux anciens champions par équipes qu'il n'y a plus de clan. Plus tard dans la soirée, ces derniers l'attaquent, ce qui provoque sa séparation en deux. Le 28 janvier au Royal Rumble, il redevient champion de la WWE, pour la seconde fois, en prenant sa revanche sur son même adversaire avec l'aide des interventions extérieures de Roman Reigns et Paul Heyman. Le 19 février à Elimination Chamber, il ne conserve pas sa ceinture, rebattu par son même opposant dans un Men's Elimination Chamber match (contraint de déclarer forfait pour blessure). Le lendemain, il doit subir une opération de l'épaule et s'absenter pendant un mois. Le 28 mars à WrestleMania Raw, il fait son retour de blessure, en tant que Face, et défie Omos dans un match à WrestleMania 38.
Le 3 avril à WrestleMania 38, il bat le géant nigérien. Le lendemain à Raw, MVP met officiellement fin à son alliance avec lui, car l'attaque et devient le nouveau manager d'Omos.
Le 18 septembre à Main Event, Shelton Benjamin bat Cedric Alexander, ce qui met un terme définitif au clan.

### All Elite Wrestling (2024-...)
Le 2 octobre 2024 à Dynamite: 5th Year Anniversary, Shelton Benjamin et MVP font leurs débuts à la All Elite Wrestling, en tant que Heel, et se rallient officiellement. 14 soirs plus tard à Dynamite, le catcheur dispute son premier match et bat Lio Rush. Le 30 octobre à Fright Night Dynamite, Bobby Lashley fait ses débuts, en tant que Heel, confronte Swerve Strickland, lui porte un Chokeslam, un Hurt Lock et le clan se reforme officiellement. Le 20 novembre à Dynamite, il dispute son premier match et bat Joe Keys et Cheeseburger dans un 1-on-2 Handicap match. 3 soirs plus tard à Full Gear, il bat Swerve Strickland par soumission technique.
Le 22 janvier 2025 à Dynamite, les deux catcheurs deviennent les nouveaux champions du monde par équipes en battant Private Party (Zay et Quen) et remportent les titres pour la première fois de leurs carrières. Le 9 mars à Revolution, ils conservent leurs titres en battant The Outrunners (Truth Magnum et Turbo Floyd).
Le 6 avril à Dynasty, ils conservent leurs titres en battant The Learning Tree (Big Bill et Bryan Keith). Le 21 mai à Dynamite, MJF rejoint officiellement le clan. 4 soirs plus tard à Double or Nothing, ils conservent leurs titres en battant The Sons of Texas (Dustin Rhodes et Sammy Guevara). 
Le 12 juillet à All In, MJF remporte le Men's Casino Gauntlet match et un contrat qui lui permet d'avoir un match pour le titre mondial à tout moment. Plus tard dans la soirée, ils conservent leurs titres en battant The Patriarchy (Christian Cage et Nick Wayne) et JetSpeed (Kevin Knight et Mike Bailey) dans un 3-Way Tag Team match. 16 soirs plus tard à Dynamite, MJF est renvoyé du clan par Shelton Benjamin.

## Membres du groupe
| *  | Membre(s) fondateur(s) |
| L  | Leader(s)              |
| M  | Manager                |
| AL | Ancien(s) leader(s)    |

| Identité                 | Identité | Arrivée                                          | Départ                         | Notes |
| ------------------------ | -------- | ------------------------------------------------ | ------------------------------ | --- |
| Montel Vontavious Porter | * L      | 11 mai 2020 2 octobre 2024                       | 10 janvier 2022                | Manager |
| Bobby Lashley            | *        | 11 mai 2020 30 octobre 2024                      | 10 janvier 2022                | 1 fois Champion de la WWE 1 fois Champion des États-Unis de la WWE 1 fois Champions du monde par équipes de la AEW (actuel) |
| Shelton Benjamin         |          | 20 juillet 2020 17 septembre 2021 2 octobre 2024 | 29 mars 2021 18 septembre 2022 | 1 fois Champion par équipe de Raw 3 fois Champion 24/7 de la WWE 1 fois Champions du monde par équipes de la AEW (actuel)   |
| Cedric Alexander         |          | 7 septembre 2020 17 septembre 2021               | 29 mars 2021 18 septembre 2022 | 1 fois Champion par équipe de Raw 1 fois Champion 24/7 de la WWE                                                            |
| MJF                      |          | 21 mai 2025                                      | 30 juillet 2025                | Gagnant du Men's Casino Gauntlet match (2025)                                                                               |

## Palmarès
- All Elite Wrestling
  - 1 fois Champions du monde par équipe de la AEW (Bobby Lashley et Shelton Benjamin) (actuels)
- World Wrestling Entertainment
  - 1 fois Champion de la WWE (Bobby Lashley)
  - 1 fois Champion des États-Unis de la WWE (Bobby Lashley)[57]
  - 1 fois Champions par équipe de Raw (Cedric Alexander et Shelton Benjamin)[58]
  - 4 fois Champion 24/7 de la WWE (Shelton Benjamin (3) - Cedric Alexander (1))[59]
  - Slammy Awards :
    - Trashtalker de l'année (2020)[60]